# 索莫舒伊洛克
索莫舒伊洛克（匈牙利語：Szamosújlak）是匈牙利索博尔奇-索特马尔-拜赖格州所辖的一个村。总面积5.27平方公里，总人口412，人口密度78.2人/平方公里（2011年1月1日）。